# 4. Frauen-Weltspiele

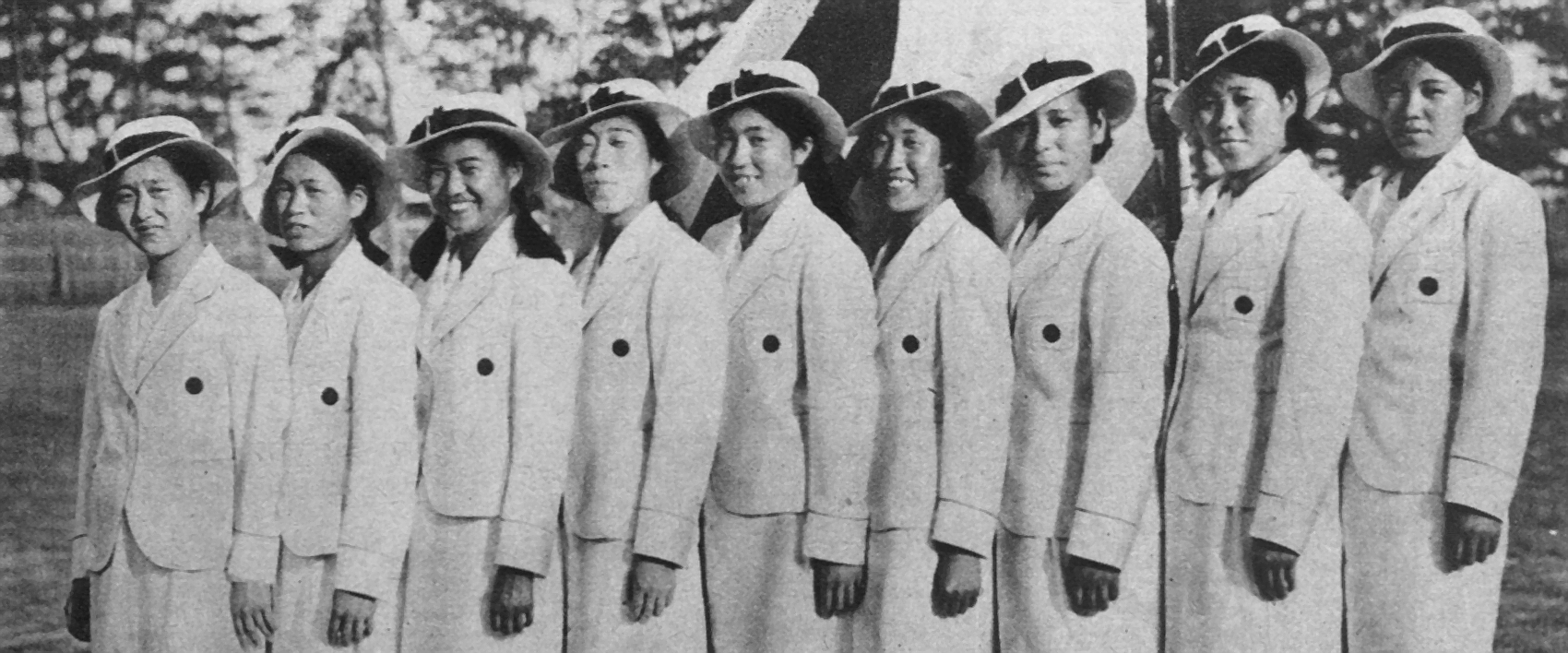
Die japanische Mannschaft (Links nach rechts): Inui Fumiko (Staffel), Idota Kiyoko (800 m), Hirashima Kiroko, Kuzuo Kohide (Staffel), Nakamura Katsuko, Watanabe Sumiko (Staffel; Weitsprung), Yamamoto Sadako (Speerwurf), Shimpo Masako (Speerwurf), Makino Yukiko (Staffel).

Die 4. Frauen-Weltspiele fanden vom 7. bis 11. August 1934 im Londoner White City Stadium statt. Es war die letzte von der Fédération Sportive Féminine Internationale (FSFI) durchgeführte Veranstaltung dieser Art, bevor uneingeschränkt Frauen zu den Olympischen Spielen zugelassen wurden.

## Teilnehmerländer
Insgesamt nahmen neunzehn Nationen teil. Es gab eine Punktewertung, nach der die einzelnen Nationalteams, deren Athletinnen einen der ersten fünf Ränge erzielt hatten, bewertet wurden:
1. Deutsches Reich, 95 (7-mal Erste, 2 Weltrekorde; 5-mal Zweite; 2-mal Dritte).
2. Polen, 33
3. England, 31
4. Kanada, 22
5. Tschechoslowakei, 18
6. Südafrika, 14
7. Schweden, 11
8. Japan, 10
9. Österreich, 9
10. Niederlande, 6
11. Frankreich, 2

### Japanische Mannschaft
Japan entsandte neun Sportlerinnen. Der Redakteur beim Osaka Mainichi Dr. Kinoshita Tosaku, zugleich Direktor der FSFI, leitete das Team. 
Trainer waren Nambu Chūhei, ebenfalls Sportredakteur besagter Tageszeitung und zu diesem Zeitpunkt Weltrekordhalter im Weitsprung sowie der Lektor an der Ōsaka Shōgyō Daigaku (大阪商業大学) Nakazawa Yonetarō (中沢米太郎), der bei der Eröffnung der Olympiade 1928 die japanische Fahne getragen hatte.
Die Mannschaft erreichte den vierten Platz im Staffellauf und Weitsprung, einen fünften und sechsten Platz beim Speerwurf und den sechsten Rang über 800 Meter.

## Sportarten und Siegerinnen
- 60-Meter-Lauf: Stanisława Walasiewicz (Polen), 7,6 s
- 100-Meter-Lauf: Käthe Krauß (Deutsches Reich), 11,9 s (neuer Rekord auf englischem Boden)
- 200-Meter-Lauf: Käthe Krauß (Deutsches Reich), 24,9 s (neuer Rekord auf englischem Boden)
- 800-Meter-Lauf: Zdeňka Koubková (Tschechoslowakei) 2:12,4 s (Weltrekord)
- 80 Meter Hürden: Ruth Engelhard, 11,6 s (Weltrekord)
- 4-mal-100-Meter-Staffel: Deutsches Reich (Käthe Krauß, Margarete Kuhlmann, Marie Dollinger, Selma Grieme), 48,6 s
- Hochsprung (mit Anlauf): Marjorie Clark (Südafrika), 1,56 m
- Weitsprung: Traute Göppner (Danzig, Mannschaft Deutsches Reich) 5,805 m
- Speerwurf: Lisa Gelius, 42,435 m
- Diskuswurf: Jadwiga Wajs (Polen), 43,795 m (Weltrekord)
- Fünfkampf: Gisela Mauermayer, 337 Punkte (Weltrekord)